# Sparlakan

"Pappas rum". Från Carl Larssons Ett hem.

Sparlakan var ett skjutbart sängomhänge som hängde omkring en stolpsäng eller en gardinliknande förlåt till en skåpsäng. Ordet användes även om förhänge till annat än sängar och om prydande vägg- och takdukar. Sparlakansläxa är ett uttryck känt sedan 1700-talet för den uppläxning hustrun kunde ge mannen, bakom "fördragna gardiner".